# Captrain
Captrain es la marca de los servicios de mercancías en Europa del operador ferroviario Rail Logistics Europe, filial de SNCF.
Es la marca que utilizan todas las empresas subsidiarias europeas de Rail Logistics Europe para transporte de mercancías:
- Captrain Deutschland GmbH y Captrain Deutschland CargoWest GmbH (Alemania, Dinamarca, Suiza y Chequia)
- CAPTRAIN España (España y Portugal)
- Captrain France (Francia)
- Captrain UK (Reino Unido)
- Captrain Nederland B.V. (Países Bajos)
- Captrain België N.V. (Bélgica)
- Captrain Polska (Polonia)
- Captrain Italia (Italia, Austria, Suiza y Eslovenia)

Algunas de estas empresas pertenecían a Veolia Cargo, y fueron adquiridas por SNCF en 2009, incorporándose a la marca Captrain en 2010. Entre 1998 y 2021, Captrain France se denominaba Voies ferrées locales et industrielles (VFLI). 
- Datos: Q318618
- Multimedia: Captrain / Q318618